# Hegumenos
Hegumenos (grekiska: ἡγούμενος, "anförare", "överhuvud", nygrekiskt uttal: igumenos) är en prior i ett grekisk-katolskt kloster.